# Guerra de la Lanza
La Guerra de la Lanza es un evento histórico ficticio que transcurre en las novelas de la serie estadounidense Dragonlance, novelas de fantasía épica ambientadas en el universo de Dungeons & Dragons, cuyos autores principales de las novelas son Margaret Weis y Tracy Hickman. El evento consiste en cómo los seis Héroes de la Lanza derrotan al ejército draconiano de Takhisis y ponen fin a la guerra.

## Sucesos
La Guerra de la Lanza relata las aventuras de los seis Héroes de la Lanza que marchan para combatir al Señor de los Dragones Verminaard, amo de los Draconianos y siervo de la Reina de la Oscuridad. 300 años después de los hechos del Cataclismo, Takhisis (Reina de la Oscuridad) transportó el templo destruido del Rey Sacerdote de Istar a su reino, el Abismo. Utilizando sus poderes para corromperlo, lo convirtió en un portal que conectaba Krynn gracias a una Piedra de Fundación que había en Neraka.
La Piedra de la Fundación fue descubierta por Jasla y su hermano Berem, quien decidió coger una de las esmeraldas que la decoraban, matando accidentalmente a su hermana cuando intentó detenerlo. La esmeralda se funde en el pecho de Berem, otorgándole la inmortalidad. Sin la esmeralda, la Piedra Fundamental es inútil, y Takhisis no puede entrar en Krynn. Takhisis ordena a sus fuerzas que busquen a Berem, al que conocen como el Everman. Para evitar que los dragones buenos entren en la próxima guerra, Takhisis ordena a sus fuerzas que les roben los huevos, escondidos en las montañas, y les obliga a aceptar El Juramento, en el que les devolverá a Berem en cuanto termine la guerra, si se mantienen alejados de ella.